# Tears for Fears/Diskografie
Diese Diskografie ist eine Übersicht über die musikalischen Werke der britischen New-Wave-Musikgruppe Tears for Fears. Den Schallplattenauszeichnungen zufolge hat sie bisher mehr als 20,2 Millionen Tonträger verkauft, davon alleine in ihrer Heimat über 5,1 Millionen. Ihre erfolgreichste Veröffentlichung ist das Album Songs from the Big Chair mit über 7,1 Millionen verkauften Einheiten.

## Alben

### Studioalben
| Jahr | Titel Musiklabel                                      | Höchstplatzierung, Gesamtwochen/‑monate, AuszeichnungChartplatzierungen (Jahr, Titel, Musiklabel, Platzierungen, Wochen/Monate, Auszeichnungen, Anmerkungen) | Höchstplatzierung, Gesamtwochen/‑monate, AuszeichnungChartplatzierungen (Jahr, Titel, Musiklabel, Platzierungen, Wochen/Monate, Auszeichnungen, Anmerkungen) | Höchstplatzierung, Gesamtwochen/‑monate, AuszeichnungChartplatzierungen (Jahr, Titel, Musiklabel, Platzierungen, Wochen/Monate, Auszeichnungen, Anmerkungen) | Höchstplatzierung, Gesamtwochen/‑monate, AuszeichnungChartplatzierungen (Jahr, Titel, Musiklabel, Platzierungen, Wochen/Monate, Auszeichnungen, Anmerkungen) | Höchstplatzierung, Gesamtwochen/‑monate, AuszeichnungChartplatzierungen (Jahr, Titel, Musiklabel, Platzierungen, Wochen/Monate, Auszeichnungen, Anmerkungen) | Anmerkungen                                                    |
| Jahr | Titel Musiklabel                                      | DE | AT | CH | UK | US | Anmerkungen                                                    |
| ---- | ----------------------------------------------------- | --- | --- | --- | --- | --- | -------------------------------------------------------------- |
| 1983 | The Hurting Mercury Records (Phonogram)               | DE15 (24 Wo.)DE | — | — | UK1 Platin · (65 Wo.)UK | US82 Gold · (20 Wo.)US | Erstveröffentlichung: 7. März 1983 Verkäufe: + 1.000.000       |
| 1985 | Songs from the Big Chair Mercury Records (Phonogram)  | DE1 Gold · (27 Wo.)DE | AT22 (1 Mt.)AT | CH5 (16 Wo.)CH | UK2 ×3Dreifachplatin · (83 Wo.)UK | US1 ×5Fünffachplatin · (68 Wo.)US | Erstveröffentlichung: 25. Februar 1985 Verkäufe: + 7.135.000   |
| 1989 | The Seeds of Love Fontana Records (Phonogram)         | DE5 Gold · (39 Wo.)DE | AT13 (2 Mt.)AT | CH8 Gold · (11 Wo.)CH | UK1 Platin · (31 Wo.)UK | US8 Platin · (34 Wo.)US | Erstveröffentlichung: 25. September 1989 Verkäufe: + 2.330.000 |
| 1993 | Elemental Mercury Records (Phonogram)                 | DE26 (11 Wo.)DE | — | CH24 (10 Wo.)CH | UK5 Silber · (7 Wo.)UK | US45 Gold · (21 Wo.)US | Erstveröffentlichung: 7. Juni 1993 Verkäufe: + 710.000         |
| 1995 | Raoul and the Kings of Spain Epic Records (EMI)       | DE88 (3 Wo.)DE | — | CH42 (2 Wo.)CH | UK41 (1 Wo.)UK | US79 (5 Wo.)US | Erstveröffentlichung: 9. Oktober 1995                          |
| 2004 | Everybody Loves a Happy Ending New Door Records (UMG) | DE35 (4 Wo.)DE | — | CH48 (4 Wo.)CH | UK45 (1 Wo.)UK | US46 (3 Wo.)US | Erstveröffentlichung: 14. September 2004                       |
| 2022 | The Tipping Point Concord Records (UMG)               | DE3 (7 Wo.)DE | AT16 (2 Wo.)AT | CH4 (6 Wo.)CH | UK2 (4 Wo.)UK | US8 (2 Wo.)US | Erstveröffentlichung: 25. Februar 2022                         |

### Livealben
| Jahr | Titel Musiklabel                                    | Höchstplatzierung, Gesamtwochen, AuszeichnungChartplatzierungen (Jahr, Titel, Musiklabel, Platzierungen, Wochen, Auszeichnungen, Anmerkungen) | Höchstplatzierung, Gesamtwochen, AuszeichnungChartplatzierungen (Jahr, Titel, Musiklabel, Platzierungen, Wochen, Auszeichnungen, Anmerkungen) | Höchstplatzierung, Gesamtwochen, AuszeichnungChartplatzierungen (Jahr, Titel, Musiklabel, Platzierungen, Wochen, Auszeichnungen, Anmerkungen) | Höchstplatzierung, Gesamtwochen, AuszeichnungChartplatzierungen (Jahr, Titel, Musiklabel, Platzierungen, Wochen, Auszeichnungen, Anmerkungen) | Höchstplatzierung, Gesamtwochen, AuszeichnungChartplatzierungen (Jahr, Titel, Musiklabel, Platzierungen, Wochen, Auszeichnungen, Anmerkungen) | Anmerkungen                                                             |
| Jahr | Titel Musiklabel                                    | DE | AT | CH | UK | US | Anmerkungen                                                             |
| ---- | --------------------------------------------------- | --- | --- | --- | --- | --- | ----------------------------------------------------------------------- |
| 2006 | Secret World – Live in Paris XIII BIS Records (EMI) | — | — | — | — | — | Erstveröffentlichung: 27. Februar 2006 nur in Frankreich veröffentlicht |
| 2024 | Songs for a Nervous Planet Concord Records (UMG)    | DE8 (2 Wo.)DE | AT23 (1 Wo.)AT | CH12 (2 Wo.)CH | UK6 (1 Wo.)UK | US104 (1 Wo.)US | Erstveröffentlichung: 25. Oktober 2024                                  |

### Kompilationen
| Jahr | Titel Musiklabel                                                             | Höchstplatzierung, Gesamtwochen, AuszeichnungChartplatzierungen (Jahr, Titel, Musiklabel, Platzierungen, Wochen, Auszeichnungen, Anmerkungen) | Höchstplatzierung, Gesamtwochen, AuszeichnungChartplatzierungen (Jahr, Titel, Musiklabel, Platzierungen, Wochen, Auszeichnungen, Anmerkungen) | Höchstplatzierung, Gesamtwochen, AuszeichnungChartplatzierungen (Jahr, Titel, Musiklabel, Platzierungen, Wochen, Auszeichnungen, Anmerkungen) | Höchstplatzierung, Gesamtwochen, AuszeichnungChartplatzierungen (Jahr, Titel, Musiklabel, Platzierungen, Wochen, Auszeichnungen, Anmerkungen) | Höchstplatzierung, Gesamtwochen, AuszeichnungChartplatzierungen (Jahr, Titel, Musiklabel, Platzierungen, Wochen, Auszeichnungen, Anmerkungen) | Anmerkungen                                                 |
| Jahr | Titel Musiklabel                                                             | DE | AT | CH | UK | US | Anmerkungen                                                 |
| ---- | ---------------------------------------------------------------------------- | --- | --- | --- | --- | --- | ----------------------------------------------------------- |
| 1992 | Tears Roll Down (Greatest Hits 82–92) Fontana Records (Phonogram)            | DE7 Gold · (24 Wo.)DE | AT34 (2 Wo.)AT | CH14 Gold · (9 Wo.)CH | UK2 ×2Doppelplatin · (37 Wo.)UK | US53 Platin · (13 Wo.)US | Erstveröffentlichung: 2. März 1992 Verkäufe: + 2.065.000    |
| 1996 | Saturnine Martial & Lunatic Fontana Records (EMI)                            | — | — | — | — | — | Erstveröffentlichung: Juni 1996                             |
| 2000 | The Millennium Collection: The Best of Tears for Fears Mercury Records (UMG) | — | — | — | — | — | Erstveröffentlichung: 2000                                  |
| 2000 | Classic Tears for Fears Mercury Records (UMG)                                | — | — | — | — | — | Erstveröffentlichung: 2000                                  |
| 2001 | The Working Hour: An Introduction to Tears for Fears Mercury Records (UMG)   | — | — | — | — | — | Erstveröffentlichung: 2001                                  |
| 2001 | Shout: The Very Best of Tears for Fears Mercury Records (UMG)                | — | — | — | — | — | Erstveröffentlichung: 2001                                  |
| 2003 | The Collection Spectrum Music                                                | — | — | — | UK— SilberUK | — | Erstveröffentlichung: 2003                                  |
| 2003 | The Ultimate Collection Universal Music (UMG)                                | — | — | — | — | — | Erstveröffentlichung: 2003                                  |
| 2006 | Sowing the Seeds of Love: The Best of Tears for Fears Mercury Records (UMG)  | — | — | — | — | — | Erstveröffentlichung: 2006                                  |
| 2006 | Gold Mercury Records (UMG)                                                   | — | — | — | — | — | Erstveröffentlichung: 2006                                  |
| 2007 | Famous Last Words – The Collection Spectrum Music                            | — | — | — | — | — | Erstveröffentlichung: 14. Mai 2007                          |
| 2017 | Rule the World: The Greatest Hits Virgin EMI (UMG)                           | — | — | CH87 (1 Wo.)CH | UK12 Gold · (12 Wo.)UK | — | Erstveröffentlichung: 10. November 2017 Verkäufe: + 150.000 |

### Remixalben
| Jahr | Titel Musiklabel                                             | Anmerkungen                |
| ---- | ------------------------------------------------------------ | -------------------------- |
| 1986 | Everybody Wants to Mix the World Mercury Records (Phonogram) | Erstveröffentlichung: 1986 |

### EPs
| Jahr | Titel Musiklabel             | Anmerkungen                          |
| ---- | ---------------------------- | ------------------------------------ |
| 2014 | Ready Boy & Girls? INgrooves | Erstveröffentlichung: 19. April 2014 |

## Singles
| Jahr | Titel Album                                                                    | Höchstplatzierung, Gesamtwochen/‑monate, AuszeichnungChartplatzierungen (Jahr, Titel, Album, Platzierungen, Wochen/Monate, Auszeichnungen, Anmerkungen) | Höchstplatzierung, Gesamtwochen/‑monate, AuszeichnungChartplatzierungen (Jahr, Titel, Album, Platzierungen, Wochen/Monate, Auszeichnungen, Anmerkungen) | Höchstplatzierung, Gesamtwochen/‑monate, AuszeichnungChartplatzierungen (Jahr, Titel, Album, Platzierungen, Wochen/Monate, Auszeichnungen, Anmerkungen) | Höchstplatzierung, Gesamtwochen/‑monate, AuszeichnungChartplatzierungen (Jahr, Titel, Album, Platzierungen, Wochen/Monate, Auszeichnungen, Anmerkungen) | Höchstplatzierung, Gesamtwochen/‑monate, AuszeichnungChartplatzierungen (Jahr, Titel, Album, Platzierungen, Wochen/Monate, Auszeichnungen, Anmerkungen) | Anmerkungen                                                                                    |
| Jahr | Titel Album                                                                    | DE | AT | CH | UK | US | Anmerkungen                                                                                    |
| ---- | ------------------------------------------------------------------------------ | --- | --- | --- | --- | --- | ---------------------------------------------------------------------------------------------- |
| 1981 | Suffer the Children The Hurting                                                | — | — | — | UK52 (5 Wo.)UK | — | Erstveröffentlichung: 27. Oktober 1981 Charteinstieg UK: 1985                                  |
| 1982 | Pale Shelter The Hurting                                                       | DE25 (11 Wo.)DE | — | — | UK5 (12 Wo.)UK | — | Erstveröffentlichung: 29. März 1982                                                            |
| 1982 | Mad World The Hurting                                                          | DE21 (21 Wo.)DE | — | — | UK3 Gold · (18 Wo.)UK | — | Erstveröffentlichung: 20. September 1982 Verkäufe: + 400.000                                   |
| 1983 | Change The Hurting                                                             | — | — | — | UK4 Silber · (9 Wo.)UK | US73 (6 Wo.)US | Erstveröffentlichung: 24. Januar 1983 Verkäufe: + 200.000                                      |
| 1983 | The Way You Are –                                                              | — | — | — | UK24 (8 Wo.)UK | — | Erstveröffentlichung: 21. November 1983                                                        |
| 1984 | Mothers Talk Songs from the Big Chair                                          | — | — | — | UK14 (9 Wo.)UK | US27 (12 Wo.)US | Erstveröffentlichung: 6. August 1984                                                           |
| 1984 | Shout Songs from the Big Chair                                                 | DE1 (20 Wo.)DE | AT6 (2½ Mt.)AT | CH1 (15 Wo.)CH | UK4 Gold · (20 Wo.)UK | US1 Gold + Gold (Digital) · (19 Wo.)US | Erstveröffentlichung: 19. November 1984 Verkäufe: + 1.620.000                                  |
| 1985 | Everybody Wants to Rule the World Songs from the Big Chair                     | DE11 Gold · (17 Wo.)DE | AT19 (2½ Mt.)AT | CH13 (8 Wo.)CH | UK2 ×4Vierfachplatin · (64 Wo.)UK | US1 (24 Wo.)US | Erstveröffentlichung: 2. März 1985 Verkäufe: + 3.540.000                                       |
| 1985 | Head over Heels Songs from the Big Chair                                       | DE55 (4 Wo.)DE | — | — | UK12 Gold · (9 Wo.)UK | US3 (20 Wo.)US | Erstveröffentlichung: 10. Juni 1985 Verkäufe: + 430.000                                        |
| 1985 | I Believe Songs from the Big Chair                                             | — | — | — | UK23 (5 Wo.)UK | — | Erstveröffentlichung: 30. September 1985                                                       |
| 1986 | Everybody Wants to Run the World –                                             | — | — | — | UK5 (4 Wo.)UK | — | Erstveröffentlichung: 19. Mai 1986                                                             |
| 1989 | Sowing the Seeds of Love The Seeds of Love                                     | DE11 (20 Wo.)DE | AT17 (2½ Mt.)AT | CH11 (11 Wo.)CH | UK5 Silber · (9 Wo.)UK | US2 (15 Wo.)US | Erstveröffentlichung: 22. August 1989 Verkäufe: + 200.000                                      |
| 1989 | Woman in Chains The Seeds of Love                                              | DE45 (11 Wo.)DE | — | — | UK26 Silber · (10 Wo.)UK | US36 (14 Wo.)US | Erstveröffentlichung: 6. November 1989 Verkäufe: + 200.000; mit Oleta Adams                    |
| 1990 | Advice for the Young at Heart The Seeds of Love                                | DE51 (15 Wo.)DE | — | — | UK36 (4 Wo.)UK | US89 (4 Wo.)US | Erstveröffentlichung: 19. Februar 1990                                                         |
| 1990 | Famous Last Words The Seeds of Love                                            | — | — | — | UK83 (2 Wo.)UK | — | Erstveröffentlichung: Juli 1990                                                                |
| 1992 | Laid So Low (Tears Roll Down) Tears Roll Down (Greatest Hits 82-92)            | DE40 (11 Wo.)DE | — | — | UK17 (5 Wo.)UK | — | Erstveröffentlichung: 10. Februar 1992                                                         |
| 1993 | Break It Down Again Elemental                                                  | DE66 (7 Wo.)DE | — | — | UK20 (5 Wo.)UK | US25 (20 Wo.)US | Erstveröffentlichung: 17. Mai 1993                                                             |
| 1993 | Cold Elemental                                                                 | — | — | — | UK72 (1 Wo.)UK | — | Erstveröffentlichung: 19. Juli 1993                                                            |
| 1993 | Goodnight Song Elemental                                                       | — | — | — | — | — | Erstveröffentlichung: 1993                                                                     |
| 1994 | Elemental                                                                      | — | — | — | — | — | Erstveröffentlichung: 1994                                                                     |
| 1995 | Raoul and the Kings of Spain                                                   | — | — | — | UK31 (3 Wo.)UK | — | Erstveröffentlichung: 25. September 1995                                                       |
| 1995 | God’s Mistake Raoul and the Kings of Spain                                     | — | — | — | UK61 (1 Wo.)UK | — | Erstveröffentlichung: Oktober 1995                                                             |
| 1995 | Secrets Raoul and the Kings of Spain                                           | — | — | — | — | — | Erstveröffentlichung: 1995                                                                     |
| 2005 | Closest Thing to Heaven Everybody Loves a Happy Ending                         | — | — | — | UK40 (2 Wo.)UK | — | Erstveröffentlichung: 21. Februar 2005                                                         |
| 2005 | Everybody Loves a Happy Ending / Call Me Mellow Everybody Loves a Happy Ending | — | — | — | — | — | Erstveröffentlichung: 2005                                                                     |
| 2017 | I Love You but I’m Lost Rule the World: The Greatest Hits                      | — | — | — | — | — | Erstveröffentlichung: 6. Oktober 2017                                                          |
| 2021 | The Tipping Point                                                              | — | — | — | — | — | Erstveröffentlichung: 7. Oktober 2021                                                          |
| 2021 | No Small Thing The Tipping Point                                               | — | — | — | — | — | Erstveröffentlichung: 3. Dezember 2021                                                         |
| 2022 | Break the Man The Tipping Point                                                | — | — | — | — | — | Erstveröffentlichung: 13. Januar 2022                                                          |
| 2022 | The World Is Yours To Take –                                                   | — | — | — | — | — | Erstveröffentlichung: 23. September 2022 mit Lil Baby                                          |
| 2023 | Rule the World (Everybody) –                                                   | — | — | — | — | — | Erstveröffentlichung: 27. Oktober 2023 Verkäufe: + 20.000; mit Tiësto, Niiko x Swae & Gudfella |
| 2024 | The Girl That I Call Home Songs for a Nervous Planet                           | — | — | — | — | — | Erstveröffentlichung: 12. September 2024                                                       |

## Videoalben
| Jahr | Titel                                         | Höchstplatzierung, Gesamtwochen, AuszeichnungChartplatzierungen (Jahr, Titel, Platzierungen, Wochen, Auszeichnungen, Anmerkungen) | Höchstplatzierung, Gesamtwochen, AuszeichnungChartplatzierungen (Jahr, Titel, Platzierungen, Wochen, Auszeichnungen, Anmerkungen) | Höchstplatzierung, Gesamtwochen, AuszeichnungChartplatzierungen (Jahr, Titel, Platzierungen, Wochen, Auszeichnungen, Anmerkungen) | Höchstplatzierung, Gesamtwochen, AuszeichnungChartplatzierungen (Jahr, Titel, Platzierungen, Wochen, Auszeichnungen, Anmerkungen) | Höchstplatzierung, Gesamtwochen, AuszeichnungChartplatzierungen (Jahr, Titel, Platzierungen, Wochen, Auszeichnungen, Anmerkungen) | Anmerkungen                |
| Jahr | Titel                                         | DE | AT | CH | UK | US | Anmerkungen                |
| ---- | --------------------------------------------- | --- | --- | --- | --- | --- | -------------------------- |
| 1983 | The Video Singles                             | — | — | — | — | — | Erstveröffentlichung: 1983 |
| 1984 | In My Mind’s Eye                              | — | — | — | — | — | Erstveröffentlichung: 1984 |
| 1985 | Scenes from the Big Chair                     | — | — | — | — | — | Erstveröffentlichung: 1985 |
| 1990 | Sowing the Seeds                              | — | — | — | — | — | Erstveröffentlichung: 1990 |
| 1990 | Going to California (Live from Santa Barbara) | — | — | — | — | — | Erstveröffentlichung: 1990 |
| 1991 | Knebworth ’90                                 | — | — | — | — | — | Erstveröffentlichung: 1991 |
| 1992 | Tears Roll Down (Greatest Hits 82-92)         | — | — | — | UK33 (9 Wo.)UK | — | Erstveröffentlichung: 1992 |
| 2004 | The Best of Tears For Fears                   | — | — | — | — | — | Erstveröffentlichung: 2004 |
| 2006 | Secret World (Live in Paris)                  | — | — | — | — | — | Erstveröffentlichung: 2006 |

## Boxsets
| Jahr | Titel Musiklabel                      | Anmerkungen                         |
| ---- | ------------------------------------- | ----------------------------------- |
| 1991 | Collusion Fontana Records (Phonogram) | Erstveröffentlichung: 25. Juni 1991 |

## Statistik

### Chartauswertung
|                     | DE    | AT    | CH    | UK     | US    |
| ------------------- | ----- | ----- | ----- | ------ | ----- |
| Nummer-eins-Alben   | DE1DE | AT—AT | CH—CH | UK2UK  | US1US |
| Top-10-Alben        | DE5DE | AT—AT | CH3CH | UK7UK  | US3US |
| Alben in den Charts | DE9DE | AT5AT | CH9CH | UK10UK | US9US |

|                       | DE    | AT    | CH    | UK     | US    |
| --------------------- | ----- | ----- | ----- | ------ | ----- |
| Nummer-eins-Singles   | DE1DE | AT—AT | CH1CH | UK—UK  | US2US |
| Top-10-Singles        | DE1DE | AT1AT | CH1CH | UK6UK  | US4US |
| Singles in den Charts | DE9DE | AT3AT | CH3CH | UK20UK | US9US |

|                          | DE    | AT    | CH    | UK    | US    |
| ------------------------ | ----- | ----- | ----- | ----- | ----- |
| Nummer-eins-Videoalben   | DE—DE | AT—AT | CH—CH | UK—UK | US—US |
| Top-10-Videoalben        | DE—DE | AT—AT | CH—CH | UK—UK | US—US |
| Videoalben in den Charts | DE—DE | AT—AT | CH—CH | UK1UK | US—US |

### Auszeichnungen für Musikverkäufe
| Goldene Schallplatte - Australien - 1989: für das Album The Seeds of Love - Brasilien - 1991: für das Album The Seeds of Love - 2024: für die Single Shout - 2024: für die Single Woman in Chains - 2024: für die Single Head over Heels - 2025: für die Single Rule the World (Everybody) - Frankreich - 1985: für das Album Songs from the Big Chair - 1991: für das Album The Hurting - 1992: für das Album Tears Roll Down (Greatest Hits 82–92) - 1993: für das Album Elemental - 2024: für das Album Rule the World: The Greatest Hits - Hongkong - 1990: für das Album The Seeds of Love - Italien - 2016: für das Album Tears Roll Down (Greatest Hits 82–92) - 2024: für die Single Shout - 2025: für das Album Songs from the Big Chair - Kanada - 1985: für die Single Everybody Wants to Rule the World - 1992: für das Album Tears Roll Down (Greatest Hits 82–92) - 1993: für das Album Elemental - Neuseeland - 1985: für die Single Shout - 1990: für das Album The Seeds of Love - Niederlande - 1989: für das Album The Seeds of Love - Spanien - 1990: für das Album The Seeds of Love - 2025: für die Single Shout | Platin-Schallplatte - Brasilien - 2024: für die Single Everybody Wants to Rule the World - Dänemark - 2023: für die Single Everybody Wants to Rule the World - Hongkong - 1990: für das Album Songs from the Big Chair - Frankreich - 1990: für das Album The Seeds of Love - Italien - 2023: für die Single Everybody Wants to Rule the World - Kanada - 1985: für das Album The Hurting - 1985: für die Single Shout - Neuseeland - 1992: für das Album Tears Roll Down (Greatest Hits 82–92) - Niederlande - 1989: für das Album Songs from the Big Chair - Spanien - 2024: für die Single Everybody Wants to Rule the World | 2× Platin-Schallplatte - Kanada - 1989: für das Album The Seeds of Love - Neuseeland - 1985: für das Album Songs from the Big Chair 5× Platin-Schallplatte - Australien - 2022: für die Single Everybody Wants to Rule the World 6× Platin-Schallplatte - Neuseeland - 2025: für die Single Everybody Wants to Rule the World 7× Platin-Schallplatte - Kanada - 1990: für das Album Songs from the Big Chair |

Anmerkung: Auszeichnungen in Ländern aus den Charttabellen bzw. Chartboxen sind in ebendiesen zu finden.
| Land/RegionAuszeichnungen für Musikverkäufe (Land/Region, Auszeichnungen, Verkäufe, Quellen) | Silber     | Gold       | Platin       | Verkäufe  | Quellen                       |
| -------------------------------------------------------------------------------------------- | ---------- | ---------- | ------------ | --------- | ----------------------------- |
| Australien (ARIA)                                                                            | —          | Gold1      | 5× Platin5   | 385.000   | aria.com.au                   |
| Brasilien (PMB)                                                                              | —          | 5× Gold5   | Platin1      | 270.000   | pro-musicabr.org.br           |
| Dänemark (IFPI)                                                                              | —          | —          | Platin1      | 90.000    | ifpi.dk                       |
| Deutschland (BVMI)                                                                           | —          | 4× Gold4   | —            | 1.000.000 | musikindustrie.de             |
| Frankreich (SNEP)                                                                            | —          | 5× Gold5   | Platin1      | 750.000   | infodisc.fr                   |
| Hongkong (IFPI/HKRIA)                                                                        | —          | Gold1      | Platin1      | 30.000    | ifpihk.org                    |
| Italien (FIMI)                                                                               | —          | 3× Gold3   | Platin1      | 200.000   | fimi.it                       |
| Kanada (MC)                                                                                  | —          | 3× Gold3   | 11× Platin11 | 1.250.000 | musiccanada.com               |
| Neuseeland (RMNZ)                                                                            | —          | 2× Gold2   | 9× Platin9   | 255.000   | aotearoamusiccharts.co.nz NZ2 |
| Niederlande (NVPI)                                                                           | —          | Gold1      | Platin1      | 150.000   | nvpi.nl                       |
| Schweiz (IFPI)                                                                               | —          | 2× Gold2   | —            | 50.000    | hitparade.ch                  |
| Spanien (Promusicae)                                                                         | —          | 2× Gold2   | Platin1      | 140.000   | elportaldemusica.es ES2       |
| Vereinigte Staaten (RIAA)                                                                    | —          | 4× Gold4   | 7× Platin7   | 9.000.000 | riaa.com                      |
| Vereinigtes Königreich (BPI)                                                                 | 5× Silber5 | 4× Gold4   | 11× Platin11 | 6.670.000 | bpi.co.uk                     |
| Insgesamt                                                                                    | 5× Silber5 | 37× Gold37 | 50× Platin50 |           |                               |